# Reinhard Gehlen
 (avril 2009).
Améliorez-le ou discutez des points à vérifier. 
Reinhard Gehlen, né le 3 avril 1902 à Erfurt en province de Saxe et mort le 8 juin 1979 à Berg, est un officier allemand de la Wehrmacht sous le Troisième Reich. En 1944, chef du service des renseignements à l'Est récemment promu Generalmajor, hostile aux choix stratégiques de Hitler, il fut proche des conspirateurs de juillet.
Il a collaboré avec les États-Unis après la guerre. En outre, il fut le fondateur et le chef du BND, les services de renseignements ouest-allemands, et ce jusqu'en 1968.

## Débuts
Reinhard est le fils d'un ancien lieutenant catholique du 19e régiment d'artillerie de l'armée impériale qui a démissionné en 1908 pour devenir libraire à Breslau et de son épouse, née Katharina von Waernewyck, de petite noblesse d'origine flamande. En 1920, il rejoint la Reichswehr. Il épouse en 1931 la fille d'un lieutenant-colonel d'un régiment de hussards, Herta Charlotte Agnes Helena von Seydlitz-Kurzbach, ce qui lui donne une certaine promotion sociale. 
De 1933 à 1935, il s'occupe de la formation du personnel. Il est promu au poste de capitaine, puis, en 1939, au rang de commandant. En mai 1940, il devient officier de liaison du commandant en chef Feld-maréchal Walther von Brauchitsch et du groupe de chars d'assaut du général Guderian. En juin 1940, il est aide-de-camp du général Franz Halder et fait partie en octobre de l'opération du front Est sous les ordres du général Heusinger. En juillet 1941, il est promu au grade de lieutenant-colonel.

## Conspiration
Pendant l'hiver 1941-1942[citation nécessaire], Gehlen rencontre le colonel Henning von Tresckow. Ils discutent de la situation géopolitique et conviennent qu'Adolf Hitler doit être éliminé, car l'offensive allemande sur le front de l'Est est désastreuse. Gehlen est nommé chef du service de renseignement sur les armées étrangères de l'Est (Abteilung Fremde Heere Ost ou FHO), le 1er avril 1942, sur ordre du général Adolf Heusinger au moment où les désaccords du commandement suprême et de Hitler étaient au plus haut point. Bien que n'étant pas un membre actif de la conspiration, Gehlen développe plus tard des liens étroits avec Tresckow et d'autres conspirateurs allemands, tels le colonel Claus von Stauffenberg, le général Helmuth Stieff, le colonel Wessel Freytag von Loringhoven, le général Adolf Heusinger et le colonel Alexis von Roenne.
L'opposition de Gehlen au pouvoir se cristallise sur le traitement des Russes et autres slaves. Alors que Gehlen souhaite former une armée de Russes anticommunistes autour de Vlassov qui comprendrait 200 000 hommes, les nazis s'y opposent catégoriquement et s'aliènent la possibilité d'un soutien de la population par leurs opérations d'extermination. Plus tard, il recrute plus de 100 000 anciens prisonniers de guerre soviétiques pour l'Armée de libération de la Russie.
Comme un certain nombre de généraux, Gehlen attribue ce comportement à l'entourage de Hitler. Vers la fin de l'année 1942, ses critiques commencent à se tourner directement contre le Führer.
En 1943, Gehlen est promu colonel, puis en décembre de la même année, nommé général de brigade. 
Le colonel Wessel prend la tête du groupe I du FHO[De quoi ?], chargé des comptes-rendus sur les effectifs, le matériel et les interventions de l'Armée rouge et le major Heinz Danko Herre (de), d'origine lorraine et qui parle russe, du groupe II du FHO[De quoi ?], chargé d'analyser les rapports. Gehlen engage plus tard le commandant Hermann Baun, russophone d'origine allemande né à Odessa et ancien collaborateur de Wilhelm Canaris.
Le 17 juillet 1944, Wessel informe Gehlen des plans de Stauffenberg visant à assassiner Hitler au prochain briefing de ce dernier. Les protecteurs de Gehlen, les généraux Halder et Heusinger, sont arrêtés après l'attentat raté contre Hitler en juillet 1944, mais Gehlen n'est pas inquiété. Le jour de l'attentat, il était hospitalisé pour une septicémie. Il cache pourtant des documents secrets concernant l'opération Walkyrie que Wessel parvient à détruire après l'attentat.
Courant 1944, Himmler modifie sa politique à l'égard des recrues russes et permet la création de divisions russes. Gehlen n'envisage cependant de se servir de ces unités qu'à des fins de renseignement, suivant une configuration qui préfigure son réseau d'espionnage après la guerre.
Le réalisme des estimations de Gehlen quant à l'état des forces soviétiques provoque à plusieurs reprises l'ire de Hitler et déclenche des confrontations entre celui-ci et Guderian. À la suite d'une de ces confrontations, Guderian est écarté de la direction de l'état-major. Gehlen connait le même sort le 9 avril 1945 : il est démis de ses fonctions de chef de renseignement des armées étrangères de l'Est.

## Reddition

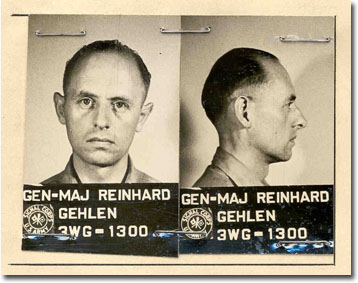
Photographie du major-général Reinhard Gehlen lors de sa reddition en 1945.

En mars 1945, Gehlen et ses agents photocopient et microfilment tous leurs documents secrets sur l'Union soviétique et les cachent dans des coffres en acier en Bavière. Fin mars ou début avril, Gehlen, Wessel (successeur de Gehlen aux services secrets) et Baun se retrouvent dans la petite ville de Saxe de Bad Elster et concluent un pacte pour proposer leur service aux Américains, ayant compris que tôt ou tard les Occidentaux se confronteraient à l'Union soviétique, régime expansionniste qui était décidé à soviétiser les territoires tombés sous son contrôle.
Selon la version officielle, Gehlen et ses collègues se rendent aux forces américaines qui ignoraient l'existence des informations secrètes qu'ils détenaient sur les Soviétiques et qui les envoient dans des camps de prisonniers où ils attirent l'attention des autorités sur le fait qu'ils sont en possession de documents qui pourraient les intéresser. Emprisonné à la villa Pagenstecher à Wiesbaden avec Halder et Dönitz, il est mis sous la protection du général Edwin Sibert (en), lorsque celui-ci apprit son identité, et traité par le capitaine John Bocker, qui met lui-même en lieu sûr la documentation du FHO. Si Sibert exploite les informations de Gehlen et récupère ses documents secrets, il s'abstient, de même que son supérieur, de signaler ces activités à Dwight D. Eisenhower qui a interdit toute fraternisation avec les Allemands. Sibert s'adresse donc directement au ministère de la guerre. En août 1945, Gehlen remet un compte-rendu à l'OSS, dissoute par Truman, fin 1945. Gehlen est ensuite transféré avec six autres collègues à Fort Hunt aux États-Unis pour interrogatoires et pour rédiger un manuel de tactique militaire soviétique, destiné aux Américains. Il y reste un an. Les Américains décident de mettre à profit ses connaissances et son réseau, la menace soviétique apparaissant de plus en plus tangible.
Selon L. Fletcher Prouty, Gehlen et son service faisaient depuis plusieurs années de l'espionnage de l'URSS pour les services américains basés en Suisse. Alors qu'en septembre 1945, L. Fletcher Prouty était capitaine d'aviation de l'armée américaine stationné au Caire, il a reçu l'ordre d'aller en Syrie pour l'arrivée d'un train de marchandises en provenance de Bucarest qui transportait 750 prisonniers de guerre, parmi lesquels se trouvaient dissimulés le général Reinhard Gehlen et une centaine d'agents des services secrets allemands correspondants de l'OSS qui devaient être transportés au Caire afin de les ramener à Washington.

## Organisation Gehlen
En juillet 1946, Gehlen est libéré en tant que prisonnier de guerre. Il est envoyé dans ce qui devient l'Allemagne de l'Ouest, avec pour mission de mettre sur pied un service de renseignement en Allemagne, financé par les États-Unis, afin de surveiller les pays de l'Est.
À l'instigation clandestine de l'ancienne OSS, il met en place un service de renseignement surnommé « Organisation Gehlen ». Il retrouve le capitaine américain d'origine autrichienne Erich Waldmann, qui l'avait interrogé en Amérique et qui l'avait précédé, ainsi que le général Sibert, encore chef des services secrets militaires américains, qui venait de remettre sur pied l'ancien réseau avec le capitaine Wessel et Baun. Baun sera écarté par Gehlen. Ce réseau, dont le siège était d'abord à Oberursel, était initialement formé de 350 anciens agents secrets de l'Allemagne nazie. L'Organisation Gehlen devient les yeux et les oreilles de l'ancienne OSS en Europe de l'Est et en URSS[réf. nécessaire]. Le réseau n'est pas une émanation des services américains mais un organisme allemand. Il installe son QG au 25a, à Munich, sous le couvert d'une entreprise : South German Industrial Development Organization. Ses agents aident les services américains à démasquer les fonctionnaires communistes et les organismes sympathisants dans l'ensemble de l'Europe de l'Ouest.
Sa première action d'importance fut l'opération Hermès, qui consista à interroger systématiquement les centaines de milliers d'anciens prisonniers de guerre allemands qui commençaient à revenir des camps d'URSS et qui avaient été obligés de participer à la reconstruction et à la relance de la production en URSS. C'est ainsi qu'un ancien prisonnier du combinat chimique de Dzerjinsk[Lequel ?] mit l'OG fortuitement au courant des préparatifs soviétiques sur la radioactivité, nécessaire à l'industrie atomique.
L'Organisation Gehlen, création de Gehlen, fournit déjà avant 1947 des informations exagérées sur la puissance militaire et les ambitions de l'URSS[réf. nécessaire]. En 1947, Gehlen avertit la CIA que l'URSS est sur point de lancer une guerre éclair sur l'Europe.[réf. nécessaire] Les conséquences de ces renseignements falsifiés est une augmentation considérable de la dotation de la CIA (qui leur fournit plus de 200 millions USD en fonds secrets, encourageant une surenchère d'informations).[réf. nécessaire]
D'abord consacrée uniquement au renseignement militaire, l'organisation Gehlen élargit son action au renseignement politique, économique et technique lorsqu'il entre en collaboration avec la CIA en juin 1949. Le réseau Gehlen est une source de renseignement capitale pour les Américains, leur fournissant 70 % de leurs informations militaires sur l'URSS.
La Gehlen aurait recruté et formé, dès 1946, plus de 5 000 agents est-européens et russes anticommunistes, avec parmi eux nombre d'anciens agents nazis, qui exécutent diverses opérations secrètes derrière le rideau de fer, comprenant l'espionnage, le sabotage, et la fourniture d'aide aux bandéristes ukrainiens, qui ont continué à entraver la mainmise soviétique jusqu'en 1956. Elle fournit également à la CIA des rapports précis sur le parc de missiles de l'Armée rouge pointés vers l'ouest.
Cependant, dans les années 1950, l'organisation, comme le MI-5, est infiltrée par des agents doubles du KGB qui trahissent des « douzaines d'opérations et des centaines d'agents » qui, plus tard, seront assassinés, à l'instar de Stepan Bandera.
En octobre 1956, l'organisation Gehlen est transférée au gouvernement ouest-allemand. Elle sera intégrée au Bundesnachrichtendienst naissant (abrégé par BND et que l'on peut traduire par « Service fédéral de renseignement »). Gehlen est promu lieutenant-général dans la Bundeswehr et devient directeur du BND. Il atteint le grade de Generalmajor.
En avril 1961, l'opération Sting découvre que Heinz Felfe, chef du contre-espionnage au BND, est un agent double du KGB. En 1963, le chancelier Konrad Adenauer démissionne sous le coup du scandale. À cette époque, reconduit pour cinq ans comme directeur du BND, Gehlen démissionne, car son influence et son pouvoir diminuent.